# Zarządzanie zasobami ludzkimi
Zarządzanie zasobami ludzkimi (inaczej zarządzanie personelem, funkcja personalna, human resource management lub managing people in organizations) – zbiorcza nazwa na określenie strategii lub metod kierowania tzw. kapitałem ludzkim.

## Charakterystyka
We współczesnym świecie zasoby ludzkie (ZL) mają wpływ na wartość i konkurencyjność przedsiębiorstwa. Ze względu na takie podejście stopniowo rozwinęła się polityka zarządzania zasobami ludzkimi (ZZL), która określa cele, metody oraz wyzwania, jakie powinno spełniać prawidłowo działające przedsiębiorstwo.
W literaturze stosowane jest także pojęcie „zarządzanie kadrami”, pod którym należy rozumieć zbiór działań (decyzji) związanych z ludźmi, ukierunkowanych na osiąganie celów organizacji i zaspokojenie potrzeb (rozwój) pracowników. Przedmiotem zainteresowania funkcji personalnej w tym ujęciu są ludzie jako podmioty sprawcze w dążeniu do celów indywidualnych i organizacyjnych, a więc pracownicy pod względem ilościowym i jakościowym, ich zaangażowanie w działalność organizacji, osiągane wyniki oraz uwarunkowania tych zmiennych.
Innym spotykanym terminem jest „gospodarowanie zasobami ludzkimi”, które definiuje się jako działanie organizacji nastawione na przyciągnięcie, rozwój i utrzymanie efektywnie działającej siły roboczej.
To oddziaływanie na czynnik ludzki w organizacji w taki sposób i przy pomocy takich instrumentów, aby poprzez swoich pracowników organizacja osiągała swoje cele.
Elementy procesu zarządzania kadrami:
- planowanie zasobów ludzkich – jest to planowanie służące zaspokajaniu przyszłych potrzeb kadrowych organizacji z uwzględnieniem zarówno czynników wewnętrznych, jak i czynników otoczenia.
- nabór pracowników (rekrutacja) – przygotowanie puli kandydatów do pracy zgodnie z planem zasobów ludzkich; dobór – dwukierunkowy proces w którym organizacja podejmuje decyzję czy zaoferować pracę kandydatowi, a kandydat podejmuje decyzję czy tę ofertę przyjąć,
- wdrożenie (adaptacja pracownika) – jest to program mający na celu bezkonfliktowe włączenie się nowo przyjętych pracowników do organizacji,
- ocenianie efektów pracy (system okresowych ocen pracowniczych) – ciągły proces dostarczania podwładnym informacji o efektywności ich pracy,
- szkolenie pracowników (rozwój) – proces służący utrzymaniu lub podwyższeniu wydajności na obecnie zajmowanym stanowisku,
- nagradzanie pracowników (związane z ich motywowaniem).

Na zasoby ludzkie składają się:
- wiedza (wiedza teoretyczna),
- umiejętności (np. umiejętność obsługi programu komputerowego),
- doświadczenie,
- postawy (np. zaangażowanie).

Działania związane z zarządzaniem zasobami ludzkimi ułatwiają systemy Human Capital Management.

## Geneza i rozwój koncepcji zarządzania zasobami ludzkimi
Genezę pojęcia Zarządzanie Zasobami Ludzkimi (z ang. HRM – human resources management) należy rozpatrywać w kontekście przebiegu funkcji personalnej w firmach. Początek XIX wieku obfituje w rozwój podstawowych świadczeń.
Do okresu II wojny światowej wzbogacone zostały one o świadczenia socjalne. Z biegiem lat zarządzanie personelem rozszerzono o podstawowe szkolenia i porady dla pracowników. W latach czterdziestych i pięćdziesiątych XX wieku w dużym tempie rozwijała się kadra pracownicza, której obowiązki objęły: rekrutację, selekcję, szkolenia dla nowych pracowników oraz zarządzanie wynagrodzeniami. Równocześnie wzrastała liczba specjalistów zajmujących się szkoleniami w przedsiębiorstwach, oceną pracy oraz planowaniem zatrudnienia. Już od okresu paleolitu można mówić o rozwoju funkcji personalnej, czyli wszystkich działań związanych z funkcjonowaniem ludzi w przedsiębiorstwie.
- Era przedindustrialna – okres generalistów i artystów – polowanie, gromadzenie zapasów, sporządzanie ubrań, uprawa roli, wydobywanie rud, obróbka metalu, budownictwo, żeglarstwo, handel, rzemiosło;
- Era industrialna – okres specjalistów – rozwój przemysłu, produkcji masowej, powstawanie wielu prostych, łatwych do opanowania prac, struktury organizacyjne, stały czas pracy, wartościowanie pracy, koszty pracy, stosunki pracy, wynagradzanie na podstawie czasu pracy, ocenianie przez przełożonego;
- Era postindustrialna – okres pracy zespołowej i samopomocy – elastyczne systemy produkcji, wykorzystywanie systemów informatycznych, wyszczuplanie organizacji, restrukturyzacja, reengineering, rozwój usług, BSC, EVA, telepraca, organizacja wirtualna, nowa gospodarka, ukierunkowanie na klienta, strategie personalne, wielozadaniowość, elastyczne formy zatrudnienia i wynagradzania, grupowe formy pracy, ocenianie wielopodmiotowe, audyt, outsourcing, outplacement, coaching, kapitał intelektualny, zarządzanie wiedzą.

W latach 80. duży nacisk zaczął być kierowany na programy doszkalające oraz systemy motywacji i oceny pracowniczej. W latach 90. stopniowo zaczyna dominować praca zespołowa oraz zaangażowanie niezbędne do prawidłowego funkcjonowania przedsiębiorstwa. Postępuje standaryzacja norm oraz systemów szkoleń spowodowana łączeniem się przedsiębiorstw.
Na rozwój współczesnego ZZL miały wpływ oprócz socjologii, psychologii oraz etyki również szkoły zarządzania. Wprowadziły one np.: „zasadę związku wydajności pracy z płacą, metody optymalizacji pracy fizycznej, zagadnienia kierowania oraz przywództwa organizacyjnego, analizę procesów i relacji społecznych w organizacjach, pracę zespołową”, itd. Warto podkreślić, że ZZL, jako system działań rozwijało się na przestrzeni lat i ciągle jest udoskonalane wraz z postępującym rozwojem społeczno-gospodarczym (Zając, 2007; Moczydłowska, 2008).
Zasoby ludzkie
Pocztowski (2008) zwraca uwagę, że „ludzie nie są zasobem, lecz dysponują zasobem, czyli ogółem cech i właściwości ucieleśnionych w nich, które umożliwiają pełnienie różnych ról w organizacji”.
Ludzie, zatem dysponują poniższymi cechami, tj.:
- wiedza,
- zdolność,
- umiejętność,
- zdrowie,
- postawy,
- wartość oraz motywacja.

Skoro pracownicy są najcenniejszym zasobem, który umożliwia wzrost konkurencyjności firmy dlatego tak ważne jest stałe podnoszenie kwalifikacji kadry pracowniczej. To wiąże się z troską kierownictwa o podwładnych oraz z ich odpowiedzialnością związaną z selekcją, szkoleniem i rozwojem pracowników. Nie ulega wątpliwości, że zgromadzona wiedza umożliwia wzrost efektowności przedsiębiorstwa, a tym samym zdobycie przewagi ekonomicznej.
Kilkanaście lat temu koncentrowano się w szczególności nad produkcją, marketingiem oraz pozyskiwaniem klientów. Dopiero od niedawna aspekty zarządzania zasobami ludzkimi zajęły pierwsze miejsce rozważań przedstawicieli przedsiębiorstw. Wyróżnia się wiele definicji pojęcia Zarządzania Zasobami Ludzkimi. Mimo różnorodności powstałych definicji ZZL wszystkie są zgodne, że najważniejszym czynnikiem jest kapitał ludzki.
Oprócz tego analizując definicję ZZL można zwrócić uwagę na to, że autorzy są zgodni, co do charakteryzujących jego cech. Najważniejszą i już wspomnianą cechą jest kapitał ludzki, który jest głównym zasobem przedsiębiorstwa. Umożliwia jemu konkurencyjność oraz zwiększanie zysków, czyli jest tu mowa o powiązaniu strategii ekonomicznej z personalną. Istotne jest traktowanie pracowników, jako aktywa, w które należy inwestować, ponieważ od sukcesu pracownika zależy sukces przedsiębiorstwa. Ważną cechą ZZL jest wzrost zaangażowania kadry kierowniczej w procesy planowania zatrudnienia i kontrolowania spraw personalnych, czyli tzw. decentralizacja decyzji personalnych. Do innych cech ZZL należą m.in. rozwijanie partycypacji pracowników, rozwój ich kreatywności i umiejętności oraz indywidualizacja stosunków pracy.
Celem ZZL jest również ciągłe doskonalenie procedur oraz strategii. Szybkość rozwoju gospodarczego jest na tyle duża, że konieczne jest ciągłe śledzenie zmian. Nowe technologie pociągają za sobą konieczność szkoleń i kursów dla pracowników. Wzrost ich kwalifikacji przyspieszy szanse na zysk oraz konkurencyjność firmy. Zaangażowanie pracowników można również zwiększyć poprzez liczne kontrole jakości ich pracy oraz gratyfikację za wyniki. Wykwalifikowana kadra pracownicza umożliwia utrzymanie silnej pozycji firmy na rynku gospodarczym. Jest, zatem kapitałem, który trzeba pomnażać oraz zwiększać jego wartość. Istotną rzeczą jest umiejętność poznania wszystkich możliwości oraz wiedzy pracowników. Prawidłowe wykorzystanie ich doświadczenia będzie dla firmy zyskiem.

## Rodzaje zarządzania zasobami ludzkimi
W terminologii literatury światowej od początku lat 80. obserwuje się pojawianie pojęcia „ZZL”, zamiast określeń zarządzanie kadrami lub personelem. Pojęcie zarządzanie zasobami ludzkimi nie jest tylko zmianą definicji już istniejących tradycyjnych określeń. Pod tym pojęciem ukształtowana jest zupełnie nowa filozofa zarządzania kapitałem ludzkim. Wprowadzenie nowego pojęcia było próbą zmiany dotychczasowego postępowania wobec ludzi w przedsiębiorstwach, gdzie zasoby ludzkie postrzegane były, jako koszty działalności gospodarczej. Nowa filozofia zwraca uwagę na to, że zasoby ludzkie są kapitałem, który należy pomnażać.
Modelowe ujęcie ZZL obejmuje:
- strategię personalną, która wchodzi w skład strategii organizacji i jest ona koncepcją, która kształtuje i angażuje zasoby ludzkie do realizacji określonych celów szczegółowych;
- procesy personalne połączone z zasadniczymi procesami biznesowymi;
- narzędzia potrzebne do rozwiązywania kwestii personalnych.

Te trzy wzajemnie powiązane obszary oddziałują na tzw. aktorów ZZL, czyli funkcję personalną przedsiębiorstwa, w którym główną rolę pełnią menadżerowie, a ich zdolności wpływają na efekty pozostałych elementów systemu.
Na podstawie obecnych w organizacji zasad polityki personalnej można wyróżnić dwa modelowe pojęcia ZZL: model sita i model kapitału ludzkiego.
Model mieszany polityki personalnej, który korzysta z założeń modelu sita w czasie rekrutacji i selekcji. Natomiast z modelu kapitału ludzkiego przedsiębiorstwa korzystają po zatrudnieniu pracowników, w których inwestują.
Jednym z elementów ZZL jest strategia personalna, jej typ zależy od strategii ogólnej przedsiębiorstwa. Na rozwój koncepcji strategicznego ujęcia ZZL w organizacjach miały dwa modele: model Michigan i model Harvardzki.

### Model Michigan
Koncepcja modelu Michigan lub inaczej modelu dopasowania opracowana została na Uniwersytecie Michigan przez grupę badaczy. Efektem ich pracy było opracowanie koncepcji strategicznego zarządzania zasobami ludzkimi, w której połączono ZZL ze strukturą i strategią przedsiębiorstwa.
Istotą modelu Michigan jest powiązanie tych aspektów oraz wpływ na firmę sił ekonomicznych, politycznych oraz kulturowych. W tym modelu zasobami ludzkimi oraz strukturą organizacji należy zarządzać w sposób zgodny ze strategią firmy. W modelu dopasowania wyszczególniono wzajemnie powiązane cztery funkcje, które tworzą cykl ZZL.
Podsumowując wzrost elastyczności firmy na rynku będzie w dużej mierze zależał od wykwalifikowania kadry. Im szybciej uda się dostosować poziom wiedzy i umiejętności pracowników do ciągle zmieniających się warunków, tym większe jest prawdopodobieństwo osiągnięcia sukcesu całej firmy. Zatem prawidłowe funkcjonowanie przedsiębiorstwa zależy przede wszystkim od odpowiednich decyzji kadry pracowniczej, która musi dostosować, jakość kompetencji pracownika w zależności od zajmowanego stanowiska. W dużej mierze wzrost konkurencyjności zależy również od podejścia samych pracowników do wykonywanej pracy. Osoby, których pozycja zawodowa jest niezagrożona i pewna będą bardziej efektywne i zaangażowane w samorozwój. W takim przypadku bardzo dobrą motywacją jest możliwość awansu w hierarchii firmy.
Do głównych dziedzin ZZL w tym modelu należą: partycypacja pracowników, ich ruchliwość, rodzaje motywacji oraz organizacja pracy. Założeniem tego modelu jest możliwość wpływu na obszary ZZL zarówno interesariuszy zewnętrznych (np. akcjonariusze, rządu, samorządu, klientów i dostawców) i interesariuszy wewnętrznych (np. pracowników, kadrę menadżerską, związków zawodowych), jak i czynników sytuacyjnych zewnętrznych (prawo, wartości, rynek pracy oraz zmiany technologiczne) i wewnętrznych (strategia, filozofia zarządzania, zadania, technologia oraz zatrudnienie).

### Model harwardzki
ZZL w modelu harwardzkim wpływa bezpośrednio na zaangażowanie, kompetencje, zgodność oraz efektywność zasobów ludzkich, czego skutkiem długookresowym jest: zadowolenie jednostki, efektywność organizacyjna oraz dobrobyt społeczny. Wszystkie te obszary są ze sobą powiązane wzajemnymi zależnościami.
Przedstawione modele reprezentują tzw. twarde (model Michigan) oraz miękkie (model harwardzki) podejście do ZZL. Koncepcja twardego i miękkiego HR została po raz pierwszy użyta w 1987 roku..
Od roku 2000 Instytut Pracy i Spraw Socjalnych organizuje konkurs Lider Zarządzania Zasobami Ludzkimi, którego celem jest promowanie wysokiej kultury zarządzania zasobami ludzkimi wśród przedsiębiorstw.